# 緋の稜線
『緋の稜線』（ひのりょうせん）は、佐伯かよのによる漫画、またそれを原作としたテレビドラマ。漫画は『Eleganceイブ』（秋田書店）にて1986年7月号から1999年6月号にかけて連載された。1994年、第23回日本漫画家協会賞優秀賞を受賞した。単行本は秋田レディースコミックスから全25巻、秋田文庫から全16巻（ともに秋田書店）が発売された。

## 概要
戦前・戦中から戦後にかけての昭和の東京を舞台に、生きるために自立して仕事をしていこうとする主人公と周囲の人物・主に女性達の生き方を描いた作品。

## あらすじ

### 終戦後まで
昭和元年、旧家・胡桃沢家の三女として生まれ、｢その大きな瞳で世の中を見るよう｣と父に名づけられた瞳子。自分の意に沿わず見合いをし、2人きりにされた時、昇吾に強姦されてしまう。その恥辱を家族に訴えることもできず瞳子は各務家に嫁ぐ。瞳子は夫・昇吾の出征中、義妹・和音と反発しあいながらも義父母とともに生活する。しかし、東京大空襲により義父を失い、家業の菱屋百貨店と各務家を守る決意をする。
その後、出征から帰った部下や義母・妹のアイデアと協力により、百貨店は徐々に再興。その後、行方不明だった昇吾とも再会。帰還の夜には強姦された悪夢の見合いのことが頭を離れることはなく、昇吾に離婚を申し出る。出征を前に焦って女性にとって最大の侮辱を与える卑劣な行為を昇吾は心の底から恥じ、誘った登山で真摯に謝罪と胸中に抱いていた想いを告げる。紅に染まる山並みは近くで見れば激しい起伏も遠くから振り返ればなだらかな道、昇吾に共に越えようと改めて想いを告げられ、瞳子は夫と真に心を通わせる。

### 3子の出生
瞳子の幼馴染・新之助は、結核に冒され長くない身でありながらも、瞳子に横恋慕していた。夫と幸せな日々を過ごしていた瞳子は彼を見舞いに訪れるが、新之助は瞳子を暴行してしまう。その後、身ごもったことがわかり、昇吾、瞳子ともに苦悩するが、子供を育てようと決心した夫に励まされ、瞳子は長男・健吾を生む。新之助は我が子を見ることなくこの世を去る。
その後二男・昇平にも恵まれるが、瞳子は大阪での日本初のスーパーマーケット開店に関わるなどして、夫婦のすれ違いが続く。そんな中、昇吾は若き日の瞳子に瓜二つの芸者・芙美香と出会い、身請けする。その後、芙美香は昇吾の子を妊娠するも結核にかかっていることがわかる。昇吾の留守中に電話を受けて芙美香の存在を知った瞳子は、悩んだ末に芙美香の子を育てると彼女に約束する。芙美香は子供を産み落とすと同時に他界する。

### 子供世代
健吾・昇平・望恵、寿々子の養子である市子やリサたちの成長が描かれる。昇吾は飛行機事故で行方不明となり、瞳子は夫の無事を信じ、社長代行、後に会長として菱屋百貨店を支える。健吾は、他百貨店での武者修行のあと独立。昇平は大学受験に失敗後、外国を転々として多言語を習得すると同時に大きな人脈を持つにいたっていた。そんな折、瞳子の姉・華子の夫である大臣が汚職スキャンダルを起こし、菱屋も巻き込まれたため、瞳子は倒れてしまう。健吾は、母に代わって菱屋の建て直しに奔走。やがて、義理の従兄妹であるリサと結婚する。望恵は大学に通いながらも、母と菱屋を支えるため自ら率先して店を見に立ち、会長代行であった兄・健吾と対立しながらも女性向け商品の開発に成功する。

### 昭和の終わり
望恵は交通事故に遭い、病院で生死をさまよう。彼女の手術成功の知らせと同時に、昇吾を乗せて行方不明となっていた飛行機が発見されたとの報らせが入る。瞳子はこの時まで家族を見つめていた夫に改めて感謝する。その後、健吾は2児の父となり、昇平はフランス人実業家の娘との間に2人の子をもうけ、望恵にも、交通事故の際、胎内にいた娘が成長していた。昭和が終わったその日、瞳子の孫世代の物語が始まろうとしていた。

## 登場人物
ドラマでは、当時原作が連載途中だったことで後半がオリジナル・ストーリーになっている。そのため、原作とは大幅に異なる。
各務（胡桃沢） 瞳子（かがみ〔くるみざわ〕 とうこ）：森下涼子
主人公。胡桃沢家の三女。昇吾に見初められ結婚。男性に依存するだけでない自立した女性としての生き方をめざして、戦後、昇吾の実家が経営する菱屋百貨店の再興や、日本初のスーパーマーケット出店を果たす。
見合いの席で昇吾から気に入られ強姦されるのは原作通りだが、ドラマではその直後に幼馴染の新之助にも暴行され、妊娠してしまう。しかも、どちらの子か分からない。戦後は出版社の仕事に夢中に。やがて昇吾と離婚し、バーを開く。原作では離婚しないし、バーも営むことはない。
各務 昇吾（かがみ しょうご）：冨家規政
瞳子の夫で、菱屋百貨店を経営する各務家の長男。妹とは血の繋がりはない。瞳子を見初めて結婚するが、すぐに出征。終戦後、米軍の通訳として帰国し、瞳子と真に結ばれる。女性として仕事を持って生きたいという瞳子を支えながら、菱屋百貨店の社長を務める。仕事で多忙な瞳子とすれ違いの寂しさから、芙美香を身請けし、子を為す。
ドラマでは、一目ぼれした瞳子を暴行。結婚するがすぐに召集され出兵。復員後は瞳子と出版社を立ち上げる。しかし、瞳子は仕事に夢中になりすぎてしまい、芸者・芙美香に入れ込み身請けする。
高杉（胡桃沢） 寿々子（たかすぎ〔くるみざわ〕 すずこ）：那須佐代子
胡桃沢家の次女。戦時中、恋人と共に反戦思想ありとの疑いで特高に逮捕され、恋人とお腹の子を失う。戦後、新聞社に勤め、瞳子の幼なじみである龍一と再会。服役から戻った龍一と結婚して新聞社を退社。戦争孤児4人を引き取って育てながら、家業の建設会社を支える。
各務 和音（かがみ かずね）：若林しほ
昇吾の妹。奔放で自分に正直な性格。兄を慕うあまり、兄嫁・瞳子を毛嫌いする。やがて、瞳子の生きる姿に感銘を受けて、互いに認め合い、腹蔵なく物を言い合える仲となる。後に女優となり第一線で活躍。　ドラマではやがて新之助に想いを寄せるようになる。
鈴木（胡桃沢） 華子（すずき〔くるみざわ〕 はなこ）
胡桃沢家の長女。後に代議士となる鈴木善盛に嫁ぐ。寿々子と違いほとんど登場しない
嵯峨美 新之助（さがみ しんのすけ）：池田政典
瞳子の幼馴染。結核のため病の床にいる。絵が得意。瞳子を慕うあまり、彼女の結婚後に暴行し、まもなく亡くなる。
嵯峨美 多鶴子（さがみ たづこ）：中山麻里
新之助の母。新之助を偏愛し、孫である健吾を連れ去ろうとする。
各務 和子：三ツ矢歌子
ドラマでは、昇吾と和音の母。健吾が昇吾と血の繋がりがないのを知り、辛く当たる。
高柳 龍一（たかやなぎ りゅういち）：篠原秀豊
瞳子の幼馴染。特攻隊員として生き残り、終戦直後、ヤクザとして生活していたが、同居していた女が子供を身篭っていると分かったすぐ後、対立する組員に女を殺され、その組員を殺して服役。出獄後、関東高山組の四代目を襲名して寿々子と結婚。のちに組を建設会社に発展させる。
ドラマでは、瞳子の姉の夫で小料理屋経営。
胡桃沢 貴寿：山本學
瞳子の父。大学教授。
胡桃沢 華江：野口ふみえ
華子・寿々子・瞳子・貴文の母。武家の出身である夫に従い子供たちに厳しく教育
胡桃沢 貴文（くるみざわ　たかふみ）
華子・寿々子・瞳子の弟。末っ子長男でもある。戦争中は、寿々子のせいで家全体が非国民扱いされたこともあって軍に志願したが、無事生還。戦後は、父親である貴寿が教鞭をとる大学に通う。華子と同じくほとんど登場しない。
各務 健吾（かがみ けんご）：池田貴尉
瞳子と昇吾の長男。実は新之助の子。後に自分と望恵の出生の秘密を知る。仲間たちと事業を興した後に、菱屋百貨店の社長に就任。
後に、血のつながらない従姉・リサと結婚する。
各務 昇平（かがみ しょうへい）
瞳子と昇吾の次男。兄妹の中で一人だけ2人の子供だが、有能な兄と妹にコンプレックスを抱く。後に、外国を転々とし、フランス人実業家の娘・シモーヌと結婚する。
各務 望恵（かがみ もえ）：井上真央
昇吾と芙美香の子、昇吾夫妻の長女として育つ。だが次第に、血の繋がらない兄・健吾に思いを寄せるようになる。健吾とリサの結婚が決まると、リサの実父が生存している事と刑務所に服役している事をリサに話す。その事を知った健吾に殴られ、健吾への想いを断ち切る。
芙美香（ふみか）松永麗子
昇吾が身請けした芸者。昇吾の子・望恵を身ごもるが結核にかかり、出産後まもなく他界。望恵を瞳子に託す。
高杉 市子（たかすぎ いちこ）
龍一と寿々子の養子。戦争孤児だったが、寿々子にひきとられ育てられる。後に、寿々子と同じく新聞社に勤める。
高杉 リサ（たかすぎ りさ）
龍一と寿々子の養子。米軍兵だった父と日系二世の母との間に生まれた。戦争孤児だったが、寿々子にひきとられ育てられる。
美しく成長するも、自身の美貌に惹かれて言い寄る男性に嫌悪感を示すようになり、さらには市子が好意を寄せていた美術教師から横恋慕され、暴行されそうになる。成人後に健吾と結婚する。

## テレビドラマ
東海テレビ開局40周年記念番組として制作され、1998年7月6日から10月2日に東海テレビの昼ドラマ枠（13:30 - 14:00）で放送された。原作とは異なり、経営しているのは出版社となっている。また、原作がまだ連載中であったため、後半はオリジナルストーリーとなっている。地方局での再放送が頻繁に行われており、BSフジでも2010年7月5日から17:30 - 18:00に再放送されている。

### スタッフ
- 企画：出原弘之
- 脚本：小森名津、田部俊行
- 演出：藤木靖之、西本淳一、安室修、岩寺秀廣
- 演出補：岩寺秀廣
- 演出助手：舘野和彦
- 制作補：川勝大志
- プロデューサー：大久保直実、高木秀隆、鶴啓二郎
- 制作主任：奥平巨仁
- 制作進行：若槻佐知子
- 音楽：中川幸太郎
- クラリネット演奏：赤坂達二
- 技術：ビデオフォーカス
- TD：湯本秀広
- カメラ：平川守利
- 技術協力：Kカンパニー、バーン
- 制作：東海テレビ、ビデオフォーカス

### 主題歌
- 「風のすみか」 作詞・作曲：清水和彦 / 編曲：嶋田陽一 / 歌：The Water Of Life